# Mompha albidorsella
Mompha albidorsella é uma espécie de mariposa do gênero Mompha pertencente à família Coleophoridae.